# Boogschieten op de Olympische Zomerspelen 1996
Boogschieten is een van de sporten die beoefend werden tijdens de Olympische Zomerspelen 1996 in Atlanta.

## Heren

### individueel
| rang   | sporter           | land |
| ------ | ----------------- | ---- |
| Goud   | Justin Huish      | USA  |
| Zilver | Magnus Petersson  | SWE  |
| Brons  | Oh Kyo-moon       | KOR  |
| 4      | Paul Vermeiren    | BEL  |
| 5      | Kim Bo-ram        | KOR  |
| 6      | Michele Frangilli | ITA  |
| 7      | Jang Yong-ho      | KOR  |
| 8      | Lionel Torres     | FRA  |

### team
| rang   | sporters                                               | land |
| ------ | ------------------------------------------------------ | ---- |
| Goud   | Justin Huish Butch Johnson Rod White                   | USA  |
| Zilver | Jang Yong-ho Kim Bo-ram Oh Kyo-moon                    | KOR  |
| Brons  | Matteo Bisiani Michele Frangilli Andrea Parenti        | ITA  |
| 4      | Simon Fairweather Jackson Fear Matthew Gray            | AUS  |
| 5      | Peter Koprivnikar Matevž Krumpestar Samo Medved        | SLO  |
| 6      | Göran Bjerendal Mikael Larsson Magnus Petersson        | SWE  |
| 7      | Aleksandr Jatsenko Valeri Jevetski Stanislav Zabrodski | UKR  |
| 8      | Jari Lipponen Tomi Poikolainen Tommi Tuovila           | FIN  |

## Dames

### individueel
| rang   | sporter            | land |
| ------ | ------------------ | ---- |
| Goud   | Kim Kyung-Wook     | KOR  |
| Zilver | He Ying            | CHN  |
| Brons  | Jelena Sadovnytsja | UKR  |
| 4      | Elif Altınkaynak   | TUR  |
| 5      | Olga Jakoesjeva    | BLR  |
| 6      | Kim Jo-Sun         | KOR  |
| 7      | Wang Xiaozhu       | CHN  |
| 8      | Barbara Mensing    | GER  |

### team
| rang   | sporters                                             | land |
| ------ | ---------------------------------------------------- | ---- |
| Goud   | Kim Jo-Sun Kim Kyung-Wook Yoon Hye-Young             | KOR  |
| Zilver | Barbara Mensing Cornelia Pfohl Sandra Wagner         | GER  |
| Brons  | Iwona Dzięcioł Katarzyna Klata Joanna Nowicka-Kwaśna | POL  |
| 4      | Elif Altınkaynak Elif Ekşi Natalia Nasaridze         | TUR  |
| 5      | Natalja Biloecha Lina Gerasimenko Jelena Sadovnytsja | UKR  |
| 6      | He Ying Wang Xiaozhu Yang Jianping                   | CHN  |
| 7      | Christa Bäckman Kristina Persson Jenny Sjöwall       | SWE  |
| 8      | Irina Leonova Anna Mosjar Jana Toenijantse           | KAZ  |

## Medaillespiegel
| rang   | land             | goud | zilver | brons | totaal |
| ------ | ---------------- | ---- | ------ | ----- | ------ |
| 1      | Zuid-Korea       | 2    | 1      | 1     | 4      |
| 2      | Verenigde Staten | 2    | 0      | 0     | 2      |
| 3      | China            | 0    | 1      | 0     | 1      |
| 3      | Duitsland        | 0    | 1      | 0     | 1      |
| 3      | Zweden           | 0    | 1      | 0     | 1      |
| 6      | Italië           | 0    | 0      | 1     | 1      |
| 6      | Oekraïne         | 0    | 0      | 1     | 1      |
| 6      | Polen            | 0    | 0      | 1     | 1      |
| totaal | totaal           | 4    | 4      | 4     | 12     |

Parijs 1900 · 
St. Louis 1904 · 
Londen 1908 · 
Antwerpen 1920 · 
München 1972 · 
Montréal 1976 · 
Moskou 1980 · 
Los Angeles 1984 · 
Seoel 1988 · 
Barcelona 1992 · 
Atlanta 1996 · 
Sydney 2000 · 
Athene 2004 · 
Peking 2008 · 
Londen 2012 · 
Rio de Janeiro 2016 · 
Tokio 2020 · 
Parijs 2024 · 
Los Angeles 2028
Medaillewinnaars 
Atletiek · Badminton · Basketbal · Boksen · Boogschieten · Gewichtheffen · Gymnastiek · Handbal · Hockey · Honkbal · Judo · Kanovaren · Moderne vijfkamp · Paardensport · Roeien · Schermen · Schietsport · Schoonspringen · Softbal · Synchroonzwemmen · Tafeltennis · Tennis · Voetbal · Volleybal · Waterpolo · Wielersport · Worstelen · Zeilen · Zwemmen